# Финч, Руби
Руби Финч (англ. Ruby Finch, полное имя Aruba «Ruby» Brownell Devol Finch; 1804—1866) — американская художница, писавшая в стиле народного творчества.

## Биография
Родилась 20 ноября 1804 года в Уэстпорте, штат Массачусетс, в семье Бенджамина Девола и его жены Элизабет Раундс. При рождении ей было дано имя Аруба Девол.
О её образовании ничего не известно. В 1832 году вышла замуж за Уильяма Финча из Нью-Бедфорда. За пять лет до замужества она родила единственного ребёнка — Юдифь, отец которой был неизвестен.
В течение многих лет единственными известными работами Руби Финч были серии портретов, а также две иллюстрации к Притче о блудном сыне — все они написаны акварелью. Относительно недавно были обнаружены ещё четыре рисунка среди вещей бывшей феры Деволов, а также единственная известная фотография Финч, сделанная за шесть лет до её смерти. Некоторые работы Руби Финч изображают соседей и друзей.
Иллюстрация к Притче о блудном сыне, датированной между 1830—1835 годами, принадлежит Американскому музею народного искусства. В Музее народного искусства Эбби Олдрич Рокфеллер находятся портреты мистера и миссис Элайджи Робинсон. Историческое общество Уэстпорта является владельцем фотографии Руби Финч владеет и портретом её работы Энн Поттер.
Умерла 7 июля 1866 года в Нью-Бедфорде, штат Массачусетс.

Некоторые работы
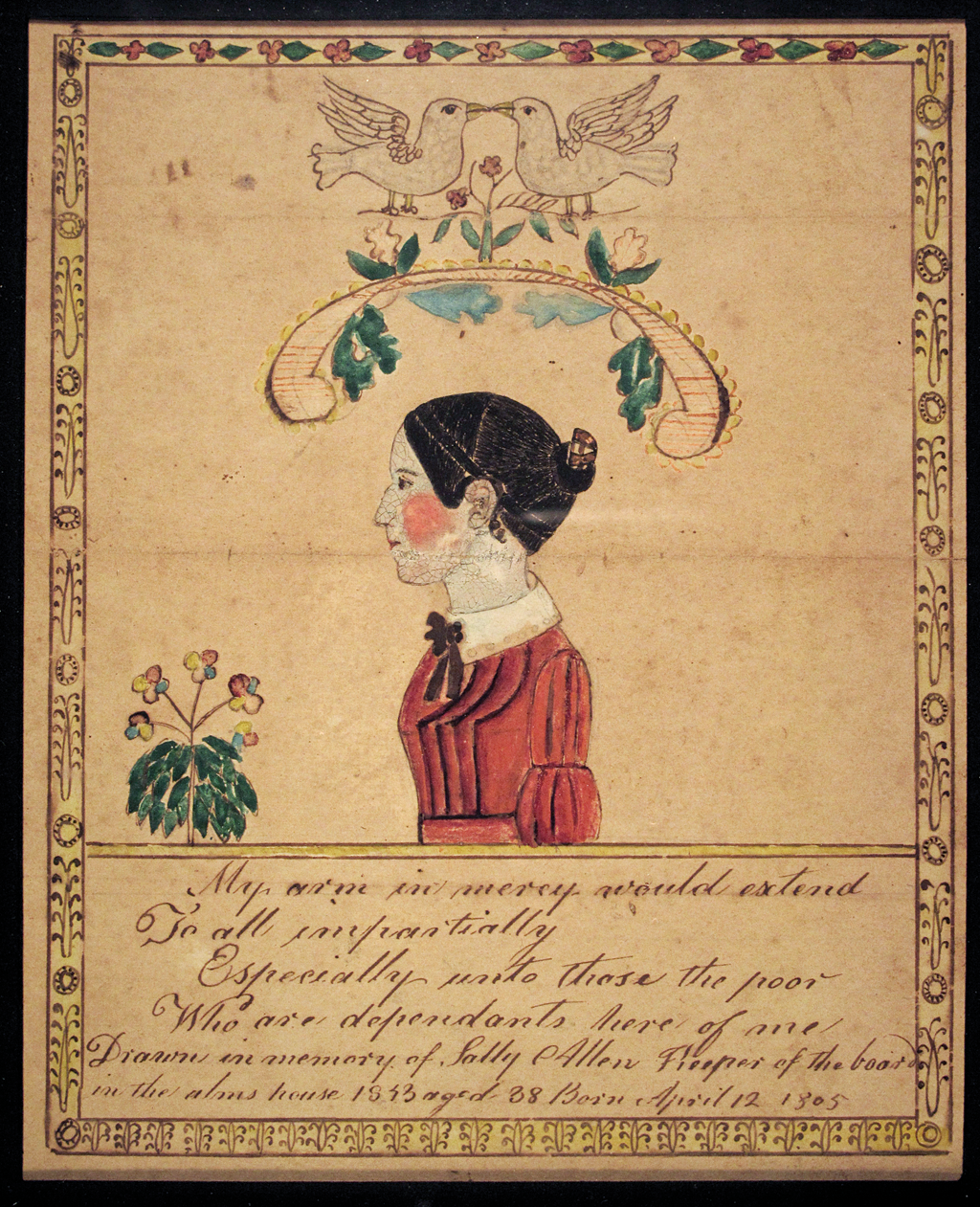
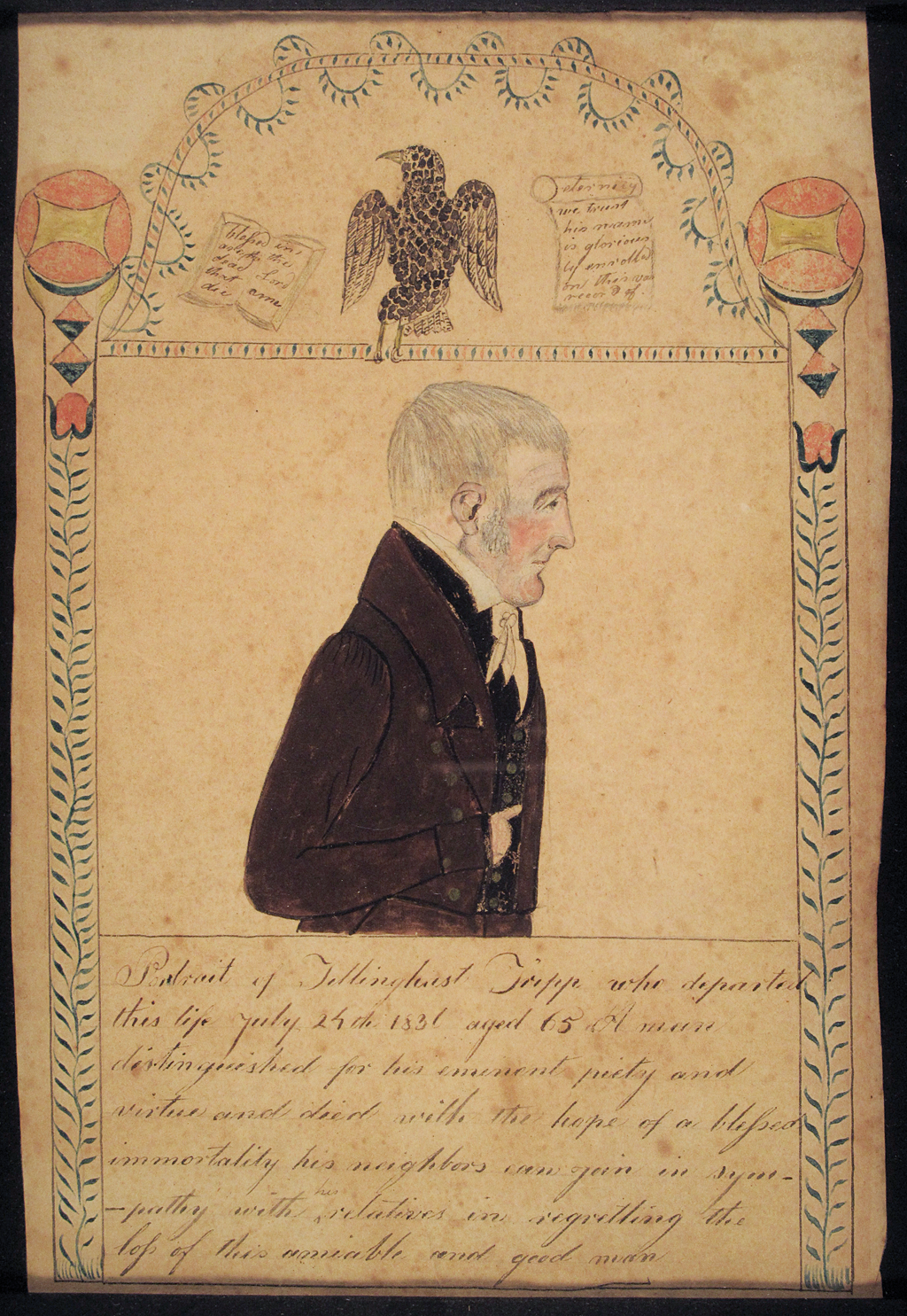
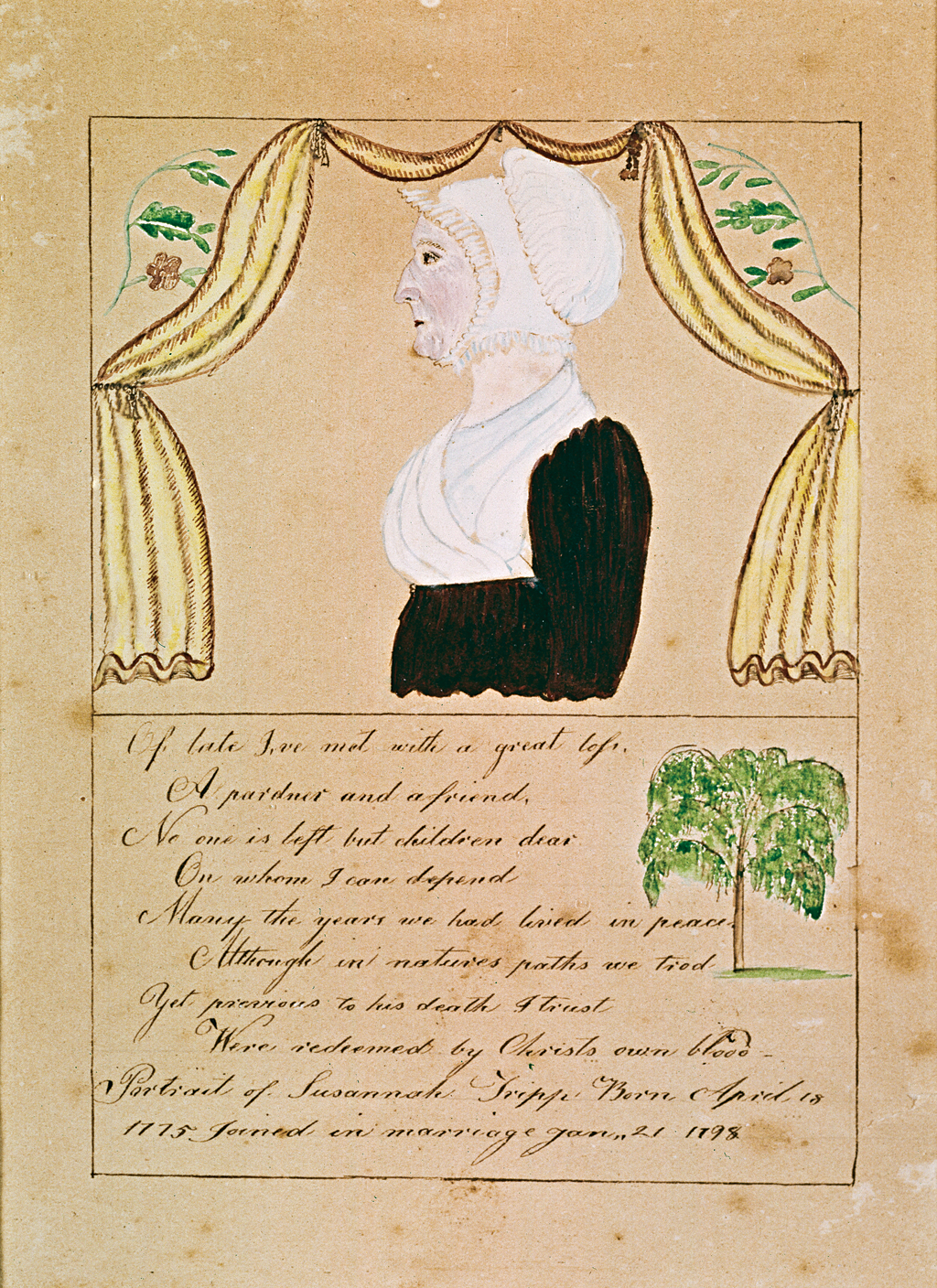